# Barbara Kolanka
Barbara Kolanka, ou Barbara Kołówna Junosza (en), née à la fin du XVe siècle, décédée en 1550, est une femme de la noblesse polonaise. Elle est surtout connue comme étant la mère de la reine Barbara Radziwiłł, et de Nicolas Radziwiłł « le Rouge ».

## Biographie
Descendante directe d'Élisabeth de Pilica, l'épouse de Ladislas II de Pologne, elle naît à la fin du XVe siècle, fille de Paweł Koła (pl) de Dalejów (pl) et de Żółtanice, un éminent homme politique polonais. Son père est chambellan (depuis 1490) et castellan d'Halytch qui, en 1502, accède au rang de voïvode de Podolie. Sa mère est Bruneta de Chodcza. Elle a trois frères aînés, dont l'un (Jan Koła) atteint le rang de Grand Hetman de la Couronne.

## Mariage et descendance
Vers 1515, elle épouse Jerzy « Hercule » Radziwiłł. Ils ont trois enfants:
- Nicolas Radziwiłł Le Rouge (1512–1584), qui deviendra Grand Hetman de Lituanie, marié à Katarzyna Tomnicka-Lwińska Łodzia ;
- Anne Élisabeth Radziwiłł (1518–1558), épouse Simon Holszański Hipocentaure (en) et marszałek (en) de Volhynie puis Piotr Kiszka (en) Dąbrowa (en) († 1550) en 1548 ;
- Barbara Radziwiłł (1520–1551), qui épouse secrètement le roi de Pologne Sigismond II Auguste en 1547 et couronnée reine l'année suivante, malgré les protestations de la Diète et du Sénat.